# زبان مهری
زبان مهری یا مَهری عضوی از خانواده زبانهای عربستانی جنوبی نوین است که خود زیرگروه شاخه سامی از خانواده آفروآسیایی به‌شمار می‌رود. قبایل مهری به این زبان صحبت می‌کنند که در مناطق از شرق یمن و غرب عمان، به ویژه استان مهره ساکن هستند.
مهری و خواهرانش (زبان‌های عربستانی جنوبی نوین) در جنوب شبه‌جزیره عربستان پیش از گسترش زبان عربی همراه با اسلام در قرن هفتم میلادی صحبت می‌شدند. امروزه این زبان در قطر و امارات متحده عربی و همچنین کویت توسط افرادی که اصالتاً مهری و از عربستان جنوبی هستند صحبت می‌شود.
با توجه به چیرگی عربی در منطقه طی ۱۴۰۰ سال گذشته و دوزبانه بودن دائمی افراد همراه با عربی، این زبان در معرض خطر انقراض است. مهری در درجه اول یک زبان گفتاری با ادبیات بومی خرد است و تقریباً هیچ سوادی برای نوشتن مهری در میان بومیان آن وجود ندارد.

## واج‌شناسی
موجودی همخوان‌های مهری به شرح زیر است:
|         |         | لبی  | تیغه‌ای | تیغه‌ای   | تیغه‌ای | تیغه‌ای   | پشتی | گلویی | چاکنایی |
| شاخه‌ای  | کناری   | لبی  | صفیری  | لثوی‌کامی |        |          | پشتی | گلویی | چاکنایی |
| ------- | ------- | ---- | ------ | -------- | ------ | -------- | ---- | ----- | ------- |
| خیشومی  | خیشومی  | m    | n      |          |        |          |      |       |         |
| بسته    | واک‌دار  | b~pʼ | d~tʼ   |          |        | (dʒ~tʃʼ) | ɡ    |       |         |
| بسته    | تاکیدی  |      | tˁ~tʼ  |          |        |          | kʼ   |       |         |
| بسته    | بی‌واک   |      | tʰ     |          |        |          | kʰ   |       | ʔ       |
| پیوسته  | واک‌دار  |      | ð      |          | z      |          | ʁ~q  | ʕ     |         |
| پیوسته  | تاکیدی  |      | θ̬ˁ~θʼ  | ɬ̬ˁ~ɬ̠ʼ    | s̬ˁ~sʼ  | ʃ̬ˁ~ʃʼ    |      |       |         |
| پیوسته  | بی‌واک   | f    | θ      | ɬ̠        | s      | ʃ        | χ    | ħ     | h       |
| ر-گونه  | ر-گونه  |      | r~ɾ    |          |        |          |      |       |         |
| نیم‌واکه | نیم‌واکه | w    |        | l        |        |          | j    |       |         |

موجودی واکه‌ها نیز به شرح زیر است:
|       | پیشین | مرکزی | پسین |
| ----- | ----- | ----- | ---- |
| بسته  | i:    |       | u:   |
| میانه | e:    | ə     | o:   |
| میانه | ɛ ɛ:  | ə     |      |
| باز   |       | a a:  |      |

## سامانه نوشتاری
مهری، مانند سایر زبانهای عربستانی جنوبی، دارای سنت گفتاری غنی است، اما دارای سنت نوشتاری نیست. برای نوشتن زبان دو سامانه وجود دارد: الفبای عربی و الفبای عربی اصلاح‌شده. الفبای عربی اصلاح شده شامل حروف اضافی برای نشان دادن اصوات منحصر به فرد مهری است.
متداول‌ترین سامانه مورد استفاده سامانه حروف عربی اصلاح‌نشده‌است. این یک سامانه معیوب است و چندین واج را با حروف مشابه نشان می‌دهد است. در هر دو سامانه واکه‌ها به صراحت از یکدیگر تمایز ندارند و توسط خوانندگان از طریق زمینه تشخیص داده می‌شوند.
الفبای عربی اصلاح شده دارای سامانه‌های مختلف غیرمعیار است. پرکاربردترین الفبای اصلاح شده توسط مرکز عربستانی جنوبی نوین دانشگاه لیدز مستند و پیشنهاد شده‌است. حروف اضافی الفبای اصلاح‌شده به شرح زیرند:
| لاتین‌نویسی | IPA                                                  | حروف ورک‌اروند | حروف لیدز | حروف Almahrah.net |
| ---------- | ---------------------------------------------------- | ------------- | --------- | ----------------- |
| ś          | ɬ                                                    | ث‎             | پ‎         | ڛ ‎                |
| ṣ̌          | ʃˤ                                                   | ض‎             | ڞ‎         | ڞ‎                 |
| ṯ̣ / ḏ̣      | θ̬ˤ~θʼ                                                | ظ‎             | ڟ‎         | ڟ‎                 |
| ź          | ɬ̬ˤ~ɬ̠ʼ~ʒ                                              | ذ‎             | چ‎ / ڌ‎     | چ‎                 |
| ḳ          | kʼ                                                   | ق‎             | ق‎         | ق‎                 |
| ē / ɛ̄      | Error using {{IPA symbol}}: "ɛ(:)" not found in list | ي‎             | ي‎         | ێ ‎                |